# Wiegand WM-1
Die Wiegand WM-1 ist ein einsitziges Segelflugzeug, das von Heinz Wiegand und Eckard Möllendorf in den 1970er Jahren konstruiert wurde. Durch das auswechselbare Fahrwerk war es sowohl in der Club- als auch der Standardklasse einsetzbar.

## Geschichte
Ulrich Wieland entwarf nach seiner aktiven Zeit bei der Akaflieg Braunschweig das aerodynamische Konzept eines Segelflugzeuges für den Serienbau durch einen Bremer Unternehmer. Eckard Möllendorf, ebenfalls Alter Herr der Braunschweiger, machte Lasten- und Festigkeitsrechnungen und konstruierte später die Tragfläche. Das Projekt stagnierte wegen wirtschaftlicher Gründe und wurde ab Mitte des Jahres 1978 von Heinz Wiegand weitergeführt. Der Prototyp mit dem Kennzeichen D-4441 wurde zum ersten Mal am 24. Mai 1980 von Jochen König auf dem Flugplatz Nörvenich geflogen. Das Nachfliegen durch Mitarbeiter des Luftfahrt-Bundesamtes und Piloten unterschiedlicher Flugerfahrung auf dem Sommertreffen der idaflieg 1980 in Aalen-Elchingen bestätigten sehr gute Flugeigenschaften. Aus gesundheitlichen Gründen konnte Wiegand die Serienfertigung nicht beginnen.

## Konstruktion
Der freitragende Schulterdecker mit Rechteck-Trapeztragfläche entstand in GFK-Halbschalenbauweise. Die mit dem FX 61-184 profilierte Tragfläche mit nach oben ausfahrenden Schempp-Hirth-Bremsklappen ist wie das T-Leitwerk ein GFK-Schaumstoff-Sandwich, die Außenflächen sind um −1 Grad geschränkt. Das 2,50 m spannende Höhenleitwerk ist mit dem Wortmann-Profil FX 71-L-150/25 versehen, das Seitenleitwerk mit einem 13,5 % dicken NACA-Profil. Damit das Flugzeug bei Segelflugwettbewerben in der Club- oder Standardklasse einsetzbar war, hatte die Clubausführung ein starres 5-Zoll-Rad im Gegensatz zur Variante mit einem einziehbaren 360×130-Rad.

## Technische Daten
| Kenngröße                     | Daten                |
| ----------------------------- | -------------------- |
| Besatzung                     | 1                    |
| Rumpflänge                    | 6,96 m               |
| Rumpfhöhe                     | 0,83 m               |
| Rumpfbreite                   | 0,63 m               |
| Spannweite                    | 15,0 m               |
| Flügelfläche                  | 11,8 m²              |
| Flügelstreckung               | 19,07                |
| Flügelprofil                  | Wortmann FX 61-184   |
| Gleitzahl (errechnet)         | 37,6 bei 87 km/h     |
| Geringstes Sinken (errechnet) | 0,57 m/s bei 72 km/h |
| Leermasse                     | etwa 230 kg          |
| max. Startmasse               | 400 kg               |
| Flächenbelastung              | 27–34 kg/m²          |
| Mindestgeschwindigkeit        | 62 km/h              |
| max. Bahngeschwindigkeit      | 230 km/h             |